# Стари град Добој
Добојска тврђава или „Градина” налази се у граду Добој, Република Српска, Босна и Херцеговина. Она потиче из 13. века. Овде се 1415. одвијала Битка код Добоја (1415).
Почетком 21. века реконструисана је уз помоћ „Организације за развој туризма регије Добој РОТОР“, која њом управља, уз финансијску помоћ „Шведске међународне организације за развој и сарадњу“ и „Регионалног центра за заштиту животне средине“. Данас је једна од туристичких атракција Републике Српске и значајан културно-историјски споменик под заштитом државе.

## Историја

### Градња
Једна од најважнијих утврда у средњовековној бановини (војводству) Усора, ова велика камена грађевина изграђена је почетком 13. века на месту раније, земљане и дрвене структуре из 10. или 11. века. У првом периоду свог постојања, од почетка 13. до почетка 15. века (1415.), тврђава је изграђена у романичком стилу архитектуре. Током своје узбудљиве историје, овај величанствени објекат је спаљен и опљачкан најмање 18 пута по званичним записима. Треба напоменути да је тврђава Добој сматрана краљевским поседом Котроманића, за разлику од тврђаве Звечај војводе Хрвоја или тврђаве Благај Сандаља Хранића, које су биле центри њихових војводина.
Добојска тврђава претрпела је велику реконструкцију у пролеће 1415. године. Док је и даље задржала неке од својих првобитних романичких елемената, тврђава је добила готичку структуру и њена главна кула ојачана је дебелим зидовима (до три стопе или око 1 метар дебео на источном зиду), као и додавање бастиона/платоа са шест топова на врху. Капетанова кула претворена је у још доминантнију грађевину са неколико спратова високом квадратним торњем који се уздиже над тврђавом. Додатни спољашњи зидови додати су око првобитног троугластог језгра и три велике куле (северозападна, источна и јужна капија) су такође ојачане. Ове куле стратешки штите бокове тврђаве, па тако обесхрабрују сваку идеју о фронталном нападу. Посебно су зидови јужне куле преобликовани у округли облик како би одбијали топовска зрна (око 1370-1380. године), а локални капетани у то време користили су дубровачке топове, бомбарде и балисте као главно одбрамбено оружје тврђаве (Дубровник је тада био познат као Република Рагуза).

### Битка код Добоја
Почетком августа 1415. године, босанско племство са својим војскама под командом босанског великог војводе Хрвоја Вукчића-Хрватинића у савезу са османским Турцима под Иса-бегом, борило се против Мађара у бици код Добоја (1415). Током ове кампање, Мађари (под Јаношом Гаром и Јаношом Маротом) поставили су свој главни логор на пољу одмах под тврђавом Добој. Овде су поставили логор и стрпљиво су чекали од почетка јуна 1415. године док се највећи део војске коначно окупио, долазећи из уже Мађарске и Славоније, па чак и из Немачке, Чешке, Литваније и Пољске. Права битка догодила се 10. августа 1415. године углавном на подручју Макљеновца, неких 5 km према југу. Најтеже борбе су се десиле на централном платоу села Севарлије, преко пута реке Босне од Макљеновца.
Отприлике 15.000 Мађара подељених у три одреда суочило се са уједињеним босанским племством које је довело на бојно поље 10.000 витезова и оклопника. Најважнији босански господари Хрвоје Вукчић, Сандаљ Хранић, Павле Раденовић и Вук Златоносовић из бановине Усора били су присутни са својим контингентима. Међу њима, имали су неколико хиљада модерних тешких коњаника, неке јединице лаке коњице, а већина су били оклопници. Поред тога, постојао је велики контингент, близу 15.000 отоманских Турака под Иса-бегом, који су дошли да се боре на босанској страни, који су стигли управо на време из правца Зенице и долине Лашве. Продор Османлија већ је био стварна претња за југоисточну Европу од пада Српског царства 1371. Они су се активно мешали у средњовековне босанске послове од почетка 1400-их и имали су стални гарнизон стациониран у Врхбосни већ 1414. године. Међутим, како је то типично за феудалну политику у средњем веку у Европи, Босанци су овом приликом радо прихватили Отоманску помоћ како би се осветили Мађарима који су водили ратове и крсташке походе против њих већ дуже од два века. После пажљивог распореда на бојном пољу, тешка коњица отворила је борбу, са мањим жариштима борбе прса у прса, који су се касније развијали на благим падинама подручја између река Босне и Усоре. На крају, Мађари су у овој бици били тешко поражени, с обзиром да је већина присутног племства заробљена и откупљена касније, а нису предузимали никакве велике офанзиве против Османлија или босанског краљевства до Друге битке на Косову 1448. године.

### Период турске власти
Турци су покорили град Добој и његову тврђаву 1476. године, а у наредним деценијама обновили су тврђаву и дали јој нови облик додавањем другог спољног зида и додатних структура. Посебно велики радови рађени су почетком лета 1490. године, када је око 1.500 људи запослено под градитељем Ибрахимом. Ово је било неопходно са стратешког аспекта, јер су најсеверније границе Отоманског царства у то време биле на линији Јајце-Добој-Сребреник. Изгледа да су тадашњу тврђаву повратиле мађарске и босанске снаге из краткотрајне Јајачке бановине под покровитељством Мађара (1463—1528). Међутим, како је званично забележено, од 1503. године стари град Добој и његова оближња тврђава су чврсто у рукама Османлија до 1878. године. У аустријско-турском рату (1697) освојена је и спаљена тврђаве Добој од стране принца Еугена Савојског и његове аустријске војске на маршу до Сарајева. Тврђаве су поново освојили и спалили Аустријанци у лето 1717. Године 1740. Турци су сместили тамницу у унутрашњост тврђаве, али се у то време њен гарнизон састојао од само 40 сталних војника. Добојска тврђава постепено је изгубила свој војни значај крајем 18. века јер су се турске границе драстично промениле у аустријско-турским ратовима, а касније и Наполеоновим ратовима на Балкану и другде.

### Аустроугарска окупација и први светски рат
Године 1878. аустроугарска војска заробила је тврђаву након врло тешке и дуге борбе са локалним становништвом, углавном босанским муслиманима (данас Бошњаци). Војска Аустроугарске је изгубила скоро 1.000 војника убијених у борбама око Добоја крајем лета 1878. године, на путу за Сарајево и током заузимања северне Босне.
Иако је стратешки застарела, вредно је напоменути да су тврђаву користиле снаге Аустроугарске у Првом светском рату.

### У НОБ
Тврђава Добој је имала снажну усташко-домобранску и немачку посаду у Другом светском рату. Ова јединица је остала чврсто забарикадирана у тврђави током целог рата. Припадници немачких снага изградили су додатне импровизоване бункере окружене бодљикавом жицом почетком лета 1941. године, а због положаја тврђаве и ватрене моћи бранилаца српски сељани нису могли да је заузму током свог устанка 23. августа 1941. године, док су успешно заузели све друге објекте и инсталације широм града и потпуно уништили преостале утврђене немачке и усташке јединице у Добоју и околини. Неколико хиљада српских побуњеника, који су већ били под тешким усташким притиском од 10. априла и успостављањем Независне Државе Хрватске, успели су задржати град 48 сати пре него што су били потиснути натраг преко реке Босне, јер су немачке оклопне јединице ушле у Добој из Дервенте, Брода и Тузле. У повлачењу кроз улице Добоја, били су под сталном тешком паљбом из тврђаве и имали више жртава. Последњи хици испаљени су из тврђаве у раним јутарњим часовима 17. априла 1945. године, пошто су елементи 53. дивизије НОВЈ и 14. средњобосанска партизанска бригада упале у град пробивши јужну и источну линију одбране.

## Презентација у Музеју у Добоју
ЈУ Музеј у Добоју ради на истраживању, очувању и промоцији комплекса тврђаве Градина. Археолошки налази са тог подручја су дио поставке археолошког одјељења музеја. 
Најинтересантнији археолошки налази добојске тврђаве датирају из 16. вијека. Посебно се издваја бронзани свијећњак, риједак налаз у Европи, израђен у облику тулипана. Од осталих налаза из тог периода највише је војног наоружања као што су врхови самострела, дијелови плочастог средњовјековног оклопа, као и дијелови керамике.

### Данас
Упркос неким оштећенима од гранатирања током босанског рата, тврђава је добро очувана. Крајем 2000-их, могла је бити посећена и правилно одржавана. Међутим, од 2010. године, редовно одржавање је напуштено и замак је вандализован, док су туристички објекти постепено пропали. 2016. године су спроведени нови радови за делимичну рестаурацију тврђаве уз нове археолошке ископине, откривајући средњовековне стреле, делове керамике и стакла и декоративне керамике и предмете од гвожђа и племенитих метала. Доњи слојеви три бочне куле, посебно, остају неадекватно истражени са много више потенцијала за будуће ископавање и детаљно проучавање ове историјске грађевине.
- Бедеми и угоститељски објекти током 2000.
- Исто место, 2014.
- Напуштена капија.
- Вандализована унутрашњост.
- Напуштени амфитеатар.